# Divisor
Divisores são números inteiros e racionais, sendo o dito divisor y diferente de 0 (y{\displaystyle \neq }0)e o divisor z igualmente (z{\displaystyle \neq }0) com os quais se pode efetuar uma divisão de números maiores (igualmente inteiros e racionais), tendo como resto e quociente uma quantidade exata.
Exemplo:
{\displaystyle \,\!{\frac {x}{y}}=z\rightarrow \,\!{\frac {x}{z}}=y}

Todo e qualquer número tem seus divisores, inclusive os números primos, que só tem como divisores 1 e o dito primo.

## Sobre os divisores
- Existem infinitos números primos (ver Teoria dos números, seção: Propriedades dos números primos;  Teorema de Euclides) e infinitos divisores de números.
- Para cada número inteiro e racional há um conjunto de divisores que lhe é próprio.
- Dois números podem ter em comum vários divisores. Quando isto acontece, diz-se que os ditos números fazem parte de mais de um conjunto matemático.

Como exemplo, pode-se citar o número 22, que pertence ao conjunto de múltiplos de 2 e dos múltiplos de 11 igualmente, ou seja, os divisores de 22 são 2 e 11, além de 1 e 22.
No conjunto dos múltiplos de 11:
{\displaystyle \left\{11,22,33...\right\}\,\!}
No conjunto dos múltiplos de 2:
{\displaystyle \left\{2,4,6,8,10,12,14,16,18,20,22,24...\right\}\,\!}
- Quanto maior o divisor, menor será o resto. É similar a uma regra de três inversamente proporcional, pois, quanto menor o divisor de número qualquer inteiro e racional, maior será o resto.
- Somente há um número que dividido por qualquer número inteiro e racional tem como resto a mesma quantidade: 0. Quaisquer números divididos ou multiplicados pelo mesmo resultarão em 0;

{\displaystyle \,\!{\frac {0}{1298}}=0\rightarrow 0.\ 1298=\ 0}
- Todos os divisores de um número qualquer N podem ser descobertos realizando-se Fatoração.[3]
- Nem todos os números maiores possuem muitos divisores. É o caso de muitos números relativamente grandes em quantidade, tais como 158, 302, 218, 514, 614, 866, 914, 1514 e obviamente os números primos (ver também  número defectivo). Números relativamente grandes em quantidade que não sejam múltiplos de 3, 4, 5 ou 7 tem grandes chances de serem do mesmo caso. Geralmente é um número defectivo ou número deficiente que se encontra nesse caso.
- Quando determinados números x possuem um determinado divisor N, que multiplicado por N, que possui o mesmo valor de x, diz-se que é um quadrado perfeito do número x

Exemplo:
{\displaystyle 5.\ 5=\ 25\rightarrow 5^{2}}
Portanto:
{\displaystyle \,\!{\frac {25}{5}}=5}
- Os números irracionais não podem ser postos em forma de fração (ver também números irracionais),[2][4] logo não possuem nenhum divisor no conjunto dos números reais. Por exemplo o {\displaystyle \pi }, que é a proporção numérica aproximada (pois é número irracional) oriunda da relação das medidas de perímetro de circunferência e diâmetro.

Sejam n, d e q números inteiros, com d diferente de zero (d {\displaystyle \neq } 0). Dizemos que d é divisor de n (ou que d divide n, ou ainda que n é divisível por d) se existir um q tal que {\displaystyle q\cdot d=n} (note que isto é o mesmo que escrever {\displaystyle n=d\cdot q})
Exemplo:

{\displaystyle (n=0)\land (n=d\cdot q)\Rightarrow 0=d\cdot q\Rightarrow q=0,\forall d\in \mathbb {Z} ^{*}}

(se n é igual a zero, e se ainda n é igual a d vezes q, então zero é igual a d vezes q, de onde se conclui que q deve ser igual a zero, para todo d pertencente a {\displaystyle \mathbb {Z} ^{*}}, que é o conjunto dos números inteiros sem o zero)
Formalmente, se d é divisor de n, então:

{\displaystyle \exists _{q\in \mathbb {Z} }:n=d\cdot q}

(lê-se: existe um número inteiro q tal que n é igual a d vezes q)
Também podemos dizer o seguinte: seja {\displaystyle r\in \mathbb {Z} }. Se {\displaystyle {\frac {n}{d}}} (n dividido por d) tem quociente q e resto r, então {\displaystyle n=d\cdot q+r}
Note que há duas situações possíveis para o resto r:

1) r = 0

Neste caso, dizemos que d divide n (d é divisor de n). Isto porque a expressão {\displaystyle n=d\cdot q+r} será igual à expressão {\displaystyle n=d\cdot q+0}, que é o mesmo que escrever simplesmente {\displaystyle n=d\cdot q}.

Nota: como o divisor d não pode ser zero, repare que se n for zero o quociente q também terá que ser zero.

2) r {\displaystyle \neq } 0

Neste caso, dizemos que d não divide n (d não é divisor de n). Isto porque existe um resto r diferente de zero, ou seja, a expressão {\displaystyle n=d\cdot q+r} não será igual à expressão {\displaystyle n=d\cdot q}.

Nota: podemos escrever {\displaystyle n-r=d\cdot q}. O resultado da diferença n-r é um número inteiro. Vamos chamar este número de x, ou seja: {\displaystyle n-r=x}. Assim, {\displaystyle x=d\cdot q}. Como d e q também são números inteiros e d é diferente de zero, concluímos que d divide x (d é divisor de x).
Exemplos:

1) A divisão {\displaystyle {\frac {15}{3}}} tem quociente 5 e resto 0. Assim:

O numerador da fração é n = 15;

O denominador da fração é d = 3;

O quociente da divisão é q = 5;

O resto da divisão é r = 0.

 Como {\displaystyle n=d\cdot q+r}, escrevemos {\displaystyle 15=3\cdot 5+0}, ou simplesmente {\displaystyle 15=3\cdot 5}.

Neste exemplo, o denominador d (= 3) divide 15, portanto d também é divisor de 15 (note que r = 0).

2) A divisão {\displaystyle {\frac {7}{2}}} tem quociente 3 e resto 1. Assim:

O numerador da fração é n = 7;

O denominador da fração é d = 2;

O quociente da divisão é q = 3;

O resto da divisão é r = 1.

Como {\displaystyle n=d\cdot q+r}, escrevemos {\displaystyle 7=2\cdot 3+1}

Neste exemplo, o denominador d (= 2) não divide 7, portanto d não é divisor de 7 (note que r {\displaystyle \neq } 0).

Porém, lembre-se de que {\displaystyle n-r=d\cdot q}. Isto significa que d divide n - r (d é divisor de n - r). Conferindo: {\displaystyle d=2} e {\displaystyle n-r=7-1=6}. Como {\displaystyle d\cdot q=2\cdot 3=6}, ambas as expressões {\displaystyle n-r} e {\displaystyle d\cdot q} valem 6, portanto elas são iguais, e por isto podemos escrever {\displaystyle n-r=d\cdot q}. Logo, d divide n - r, ou seja, 2 divide 6 (2 é divisor de 6).